# Yuri Barinov
Yury Viktorovich Barinov (em russo:  Юрий Викторович Баринов; nascido em 31 de maio de 1955) é um ex-ciclista soviético.
Barinov competiu para a União Soviética nos Jogos Olímpicos de Verão de 1980, em Moscou, onde conquistou a medalha de bronze na prova de corrida em estrada.